# Prêmios Globo de Ouro de 2012
Golden Globe Awards de 2012

15 de Janeiro de 2012
Filme - Drama: 

Os Descendentes
Filme - Comédia ou Músical: 

O Artista
Série de TV – Drama: 

Homeland
Série de TV – Comédia ou Músical: 

Modern Family
Minissérie Ou Filme para TV: 

Downton Abbey
Prémio Cecil B. DeMille: 

Morgan Freeman
Prêmios Globo de Ouro 

← 2011  ·  2013 →

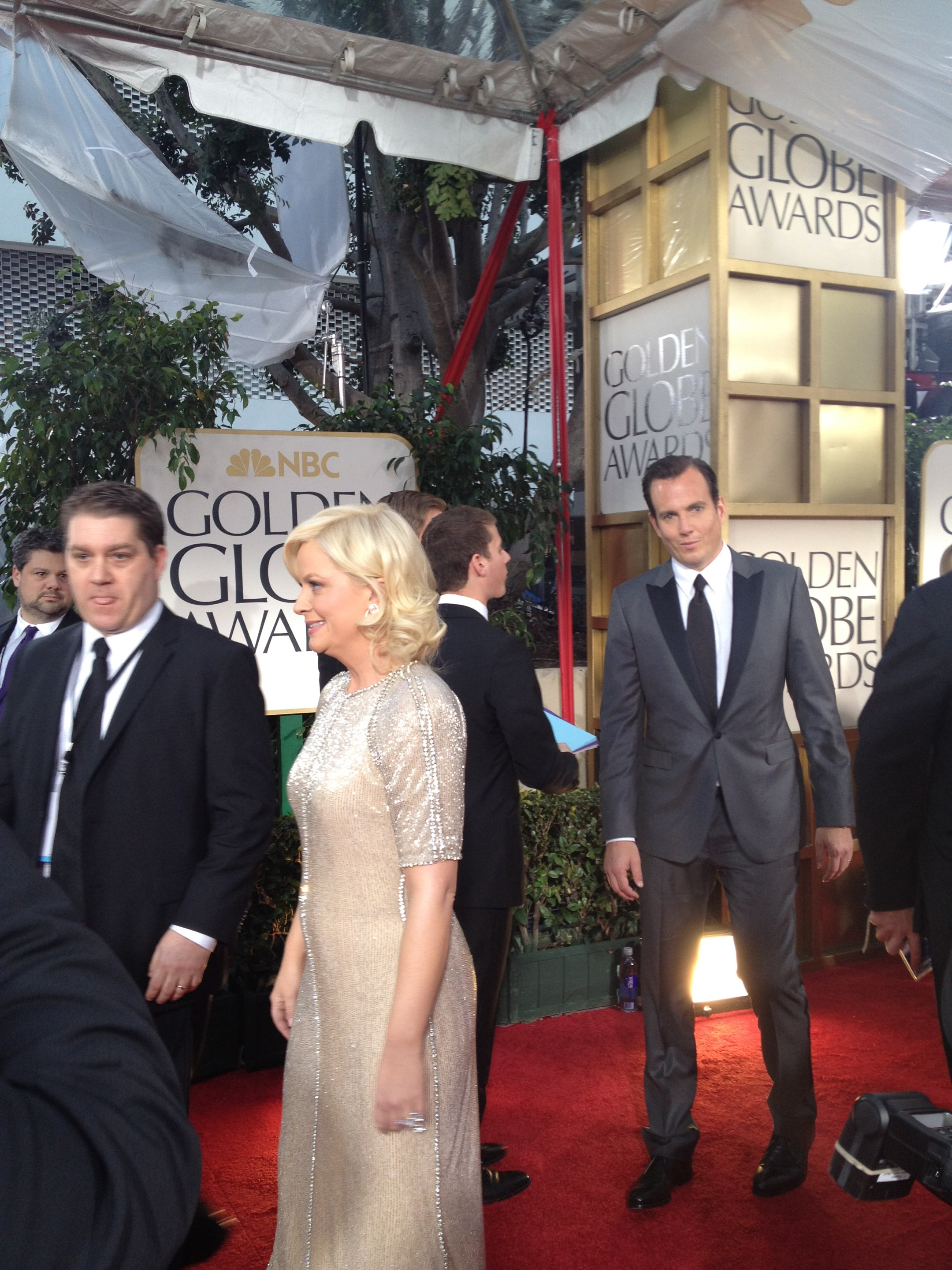
Amy Poehler e Will Arnett

Os Prémios Globo de Ouro de 2012 honraram os melhores profissionais de cinema e televisão, filmes e programas televisivos de 2011.
A cerimónia ocorreu em 15 de janeiro de 2012, ao vivo no The Beverly Hilton em Beverly Hills, Califórnia. O apresentador foi o comediante Ricky Gervais. Os indicados foram anunciados em 15 de dezembro de 2011 por Woody Harrelson, Sofia Vergara, Gerard Butler e Rashida Jones. As indicações foram lideradas por The Artist com 6, seguido de The Descendants e Histórias Cruzadas, com 5 cada. Morgan Freeman recebeu o Prémio Cecil B. DeMille por toda a sua carreira cinematográfica. A transmissão ao vivo do evento para o Brasil foi feita pelo canal por assinatura TNT. The Artist foi o maior vencedor com 3 prêmios, seguido de The Descendants e da série dramática Homeland com 2 prêmios cada. O tema musical da premiação ficou por conta do consagrado músico japonês Yoshiki Hayashi.

## Indicados e Vencedores

### Cinema
Estes são os indicados e vencedores dos Globos de Ouro 2012.
† Venceu o Oscar no mesmo ano. ‡ Indicado ao Oscar no mesmo ano.

| Melhores Filmes | Melhores Filmes |  |
| Drama | Comédia ou Músical |  |
| --- | --- |  |
| Os Descendentes ‡ - Histórias Cruzadas ‡ - A Invenção de Hugo Cabret ‡ - Tudo Pelo Poder - O Homem que Mudou o Jogo ‡ - Cavalo de Guerra ‡ | O Artista † - 50% - Missão Madrinha de Casamento - Meia-Noite em Paris ‡ - Sete dias com Marilyn |  |
| Melhor Performance em Drama | |  |
| Ator | Atriz |  |
| George Clooney - Os Descendentes como Matt King ‡ - Leonardo DiCaprio - J. Edgar como J. Edgar Hoover - Michael Fassbender - Shame como Brandon Sullivan - Ryan Gosling - Tudo Pelo Poder como Stephen Meyers - Brad Pitt - O Homem que mudou o Jogo como Billy Beane ‡             | Meryl Streep - A Dama de Ferro como Margaret Thatcher † - Glenn Close - Albert Nobbs como Albert Nobbs ‡ - Viola Davis - Histórias Cruzadas como Aibileen Clark ‡ - Rooney Mara - O Homem que não Amava as Mulheres como Lisbeth Salander ‡ - Tilda Swinton - Precisamos falar sobre o Kevin como Eva Khatchadourian               |  |
| Melhor Performance em Comédia Ou Musical | |  |
| Ator | Atriz |  |
| Jean Dujardin - O Artista como George Valentin † - Brendan Gleeson - The Guard como Gerry Boyle - Joseph Gordon-Levitt - 50% como Adam Lerner - Ryan Gosling - Amor A Toda Prova como Jacob Palmer - Owen Wilson - Meia Noite Em Paris como Gil Pender                              | Michelle Williams - Sete dias com Marilyn como Marilyn Monroe ‡ - Jodie Foster - Deus da Carníficina como Penelope Longstreet - Charlize Theron - Jovens Adultos como Mavis Gary - Kristen Wiig - Missão Madrinha de Casamento como Annie Walker - Kate Winslet - Deus da Carníficina como Nancy Cowan                             |  |
| Ator Coadjuvante | Atriz Coadjuvante |  |
| Christopher Plummer - Toda Forma de Amor como Hal † - Kenneth Branagh - Sete dias com Marilyn como Laurence Olivier ‡ - Albert Brooks - Drive como Bernie Rose - Jonah Hill - O Homem que Mudou o Jogo como Peter Brand ‡ - Viggo Mortensen - Um Método Perigoso como Sigmund Freud | Octavia Spencer - Histórias Cruzadas como Minny Jackson † - Bérénice Bejo - O Artista como Peppy Miller ‡ - Jessica Chastain - Histórias Cruzadas como Celia Foote ‡ - Janet McTeer - Albert Nobbs como Hubert Page ‡ - Shailene Woodley - Os Descendentes como Alexandra "Alex" King                                              |  |
| Melhor Diretor | Melhor Roteiro |  |
| Martin Scorsese - A Invenção de Hugo Cabret ‡ - Woody Allen - Meia Noite em Paris ‡ - George Clooney - Tudo pelo Poder - Michel Hazanavicius - O Artista † - Alexander Payne - Os Descendentes ‡                                                                                    | Woody Allen - Meia Noite em Paris † - George Clooney, Grant Heslov & Beau Willimon - Tudo Pelo Poder ‡ - Michel Hazanavicius - O Artista ‡ - Alexander Payne, Nat Faxon & Jim Rash - Os Descendentes † - Steven Zaillian & Aaron Sorkin - O Homem que Mudou o Jogo ‡                                                               |  |
| | |  |
| Melhor Trilha Sonora | Melhor Canção Original |  |
| Ludovic Bource - The Artist † - Abel Korzeniowski - W.E. - O Romance do Século - Trent Reznor & Atticus Ross - Os Homens Que não Amavam as Muheres - Howard Shore - A Invenção de Hugo Cabret ‡ - John Williams - Cavalo de Guerra ‡                                                | "Masterpiece" (musica e liricos por Madonna, Julie Frost e Jimmy Harry) - "W.E." - "Hello Hello" (musica de Elton John , liricos por Bernie Taupin) - Gnomeo & Juliet - "The Keeper" - Machine Gun Preacher - "Lay Your Head Down" (Musica de Brian Byrne, liricos por Glenn Close) - Albert Nobbs - "The Living Proof" - The Help |  |
| Melhor Animação | Melhor Filme Estrangeiro |  |
| As Aventuras de Tintim: O Segredo do Licorne - Operação Presente - Carros 2 - O Gato de Botas ‡ - Rango † | A Separação † - Flores do Oriente - In the Land of Blood and Honey - The Kid with a Bike - A Pele em Que Habito |  |

### Televisão
† Venceu o Emmy no mesmo ano. ‡ Indicado ao Emmy no mesmo ano.
| Programas de TV | Programas de TV |
| Drama | Comédia ou Músical |
| --- | --- |
| Homeland † - American Horror Story ‡ - Boardwalk Empire ‡ - Boss - Game of Thrones ‡ | Modern Family † - Enlightened - Episodes - Glee - New Girl |
| Melhor Performance Em Série de Drama | |
| Melhor Ator | Melhor Atriz |
| Kelsey Grammer – Boss como Tom Kane ‡ - Steve Buscemi – Boardwalk Empire como Nucky Thompson ‡ - Bryan Cranston – Breaking Bad como Walter White ‡ - Jeremy Irons – The Borgias como Pope Alexander VI - Damian Lewis – Homeland como Nicholas Brody †                          | Claire Danes – Homeland como Carrie Mathison † - Mireille Enos – The Killing como Sarah Linden - Julianna Margulies – The Good Wife como Alicia Florrick ‡ - Madeleine Stowe – Revenge como Victoria Grayson - Callie Thorne – Necessary Roughness como Dr. Danielle "Dani" Santino                                           |
| Melhor Performance Em Série de Comédia ou Músical | |
| Melhor Ator | Melhor Atriz |
| Matt LeBlanc – Episodes como Matt LeBlanc - Alec Baldwin – 30 Rock como Jack Donaghy ‡ - David Duchovny – Californication como Hank Moody - Johnny Galecki – The Big Bang Theory como Leonard Hofstadter ‡ - Thomas Jane – Hung como Ray Drecker                                | Laura Dern - Enlightened como Amy Jellicoe - Zooey Deschanel - New Girl como Jessica "Jess" Day ‡ - Tina Fey - 30 Rock como Liz Lemon ‡ - Laura Linney - The Big C como Catherine "Cathy" Jamison - Amy Poehler - Parks and Recreation como Leslie Knope ‡                                                                    |
| Melhor Performance em Minissérie ou Filme para TV | |
| Melhor Ator | Melhor Atriz |
| Idris Elba – Luther como Detective Chief Inspector John Luther - Hugh Bonneville – Downton Abbey como Robert, Earl of Grantham - William Hurt – Too Big to Fail como Henry Paulson - Bill Nighy – Page Eight como Johnny Worricker - Dominic West – The Hour como Hector Madden | Kate Winslet - Mildred Pierce como Mildred Pierce - Romola Garai – The Hour como Bel Rowley - Diane Lane – Cinema Verite como Pat Loud - Elizabeth McGovern – Downton Abbey como Cora, Countess of Grantham - Emily Watson – Appropriate Adult como Janet Leach                                                               |
| Melhor Performance Coadjuvante em Série, Minissérie ou Filme para TV | |
| Melhor Ator Coadjuvante | Melhor Atriz Coadjuvante |
| Peter Dinklage – Game of Thrones como Tyrion Lannister ‡ - Paul Giamatti – Too Big to Fail como Ben Bernanke - Guy Pearce – Mildred Pierce como Monty Beragon - Tim Robbins – Cinema Verite como Bill Loud - Eric Stonestreet – Modern Family como Cameron Tucker †             | Jessica Lange – American Horror Story como Constance Langdon † - Kelly Macdonald – Boardwalk Empire como Margaret Schroeder ‡ - Maggie Smith – Downton Abbey como Violet, Dowager Countess of Grantham † - Sofía Vergara – Modern Family como Gloria Delgado-Pritchett ‡ - Evan Rachel Wood – Mildred Pierce como Veda Pierce |
| Melhor Minissérie ou Filme para TV | |
| Downton Abbey ‡ - Cinema Verite - The Hour - Mildred Pierce - Too Big to Fail | |

## Múltiplas indicações

### Filmes
- 6 indicações  - O Artista
- 5 indicações  - Os Descendentes e Histórias Cruzadas
- 4 indicações  - Tudo pelo Poder, Meia-noite em Paris, e O Homem que Mudou o Jogo
- 3 indicações  - Albert Nobbs, As Invenções de Hugo Cabret, e Sete dias com Marilyn
- 2 indicações  - 50/50, Missão Madrinha de Casamento, Carnage, Os Homens que não amavam as Mulheres, Cavalo de Guerra, e W.E - O Romance do Século

### Televisão
- 4 indicações - Downton Abbey e Mildred Pierce
- 3 indicações - Boardwalk Empire, Cinema Verite, Homeland, The Hour, Modern Family, e Too Big to Fail
- 2 indicações  - 30 Rock, American Horror Story, Boss, Enlightened, Episodes, Game of Thrones e New Girl

### Individual
- 4 indicações - George Clooney
- 3 indicações - Alexander Payne
- 2 indicações - Woody Allen, Glenn Close, Ryan Gosling, Michel Hazanavicius, Brad Pitt, Kate Winslet e Steven Spielberg

## Múltiplas Vitórias

### Filmes
- 3 vitórias - O Artista
- 2 vitórias  - Os Descendentes

### Televisão
- 2 vitórias - Homeland

## Apresentadores
- Jessica Alba e Channing Tatum Apresentou Melhor filme de animação
- Antonio Banderas e Salma Hayek Apresentou Melhor série de TV - Comédia ou Músical
- Kate Beckinsale e Seth Rogen Apresentou Melhor Atriz - Comédia ou Musical
- Jessica Biel e Mark Wahlberg Apresentou Melhor Ator - Comédia ou Musical
- Emily Blunt Introduziu Missão Madrinha de Casamento
- Gerard Butler e Mila Kunis Apresentou Melhor Ator Coadjuvante
- George Clooney Introduziu Moneyball
- Bradley Cooper Apresentou Melhor Atriz Coadjuvante
- Johnny Depp Apresentou A Invenção de Hugo Cabret
- Robert Downey, Jr. Introduziu O Artista
- Jimmy Fallon e Adam Levine Apresentou Melhor Canção Original e Melhor Trilha Sonora
- Tina Fey e Jane Lynch Apresentou Melhor Ator Em TV - Comédia ou Musical
- Colin Firth Apresentou Melhor Atriz - Drama
- Jane Fonda Apresentou Melhor Filme - Comédia ou Musical
- Harrison Ford Apresentou Melhor Filme - Drama
- Sarah Michelle Gellar e Piper Perabo Apresentou Melhor Ator Coadjuvante – Series, Miniseries ou Filme para Televisão
- Jake Gyllenhaal Introduziu Sete dias com Marilyn
- Dustin Hoffman Apresentou Melhor Atriz em TV - Drama
- Felicity Huffman e William H. Macy Apresentou Melhor Atriz Coadjuvante – Series, Miniseries ou Filme para Televisão
- Angelina Jolie Apresentou Melhor Diretor
- Nicole Kidman e Clive Owen Apresentou Melhor Roteiro
- Ashton Kutcher e Elle Macpherson Apresentou Melhor Atriz – Series, Miniseries ou Filme para Televisão
- Queen Latifah Apresentou Histórias Cruzadas
- Rob Lowe e Julianne Moore Apresentou Melhor Miniseries ou Filme para Televisão
- Madonna Apresentou Melhor Filme Estrangeiro
- Melissa McCarthy e Paula Patton Apresentou Melhor Ator em TV - Drama e Melhor Série - Drama
- Ewan McGregor Introduziu 50%
- Katharine McPhee e Debra Messing Apresentou Apresentou Melhor Ator – Miniseries ou Filme para Televisão
- Michelle Pfeiffer Introduziu Cavalo de Guerra
- Freida Pinto Introduziu Meia-Noite em Paris
- Brad Pitt Introduziu - Tudo pelo Poder
- Sidney Poitier e Helen Mirren with the Cecil B. DeMille Award
- Natalie Portman Apresentou Melhor Ator - Drama
- Reese Witherspoon Introduziu Os Descendentes